# Relations entre le Maroc et le Togo
Les relations entre le Maroc et le Togo sont de l'ordre des relations étrangères. Les relations sont structurées par deux ambassades, l'ambassade du Maroc à Lomé et l'ambassade du Togo à Rabat.

## Histoire
Durant la deuxième moitié du XXe siècle, les deux pays respectivement dirigés par Hassan II et Gnassingbé Eyadema entretiennent de bonnes relations. Le Général togolais échange à plusieurs reprises avec des personnalités politiques marocaines majeures, parmi lesquelles Dey Ould Sidi Baba (président de la Chambre des représentants). Le Togo est toutefois l'un des premiers pays à reconnaître la République arabe sahraouie démocratique (RASD) en mars 1976, sans que cela n'ait d'impact majeur sur les relations entre les deux pays.
Après une période de plusieurs décennies sans interactions particulières entre les deux pays, ils se rapprochent à nouveau dans les années 2010, dans le cadre d'une grande opération diplomatique marocaine en Afrique subsaharienne,. Depuis, le président Faure Gnassingbé et le roi Mohamed VI entretiennent de bonnes relations.
Les efforts d'approfondir les relations bilatérales se poursuivent dans la décennie 2020, puisqu'en 2021 une ambassade marocaine ouvre à Lomé, dirigée par Rachid Rguibi,.
En 2022, le Togo revient sur sa position vis-à-vis de la RASD en faisant ouvrir un consulat général à Dakhla, devenant ainsi le 20e pays africain à reconnaître la souveraineté du Maroc dans le Sahara occidental,. Il se positionne également en faveur du retour du Maroc au sein de l'Organisation de l'unité africaine. La même année, la première commission de coopération entre les deux pays a lieu à Rabat.
Depuis 2022, il n'est plus nécessaire de posséder un visa pour les ressortissants des deux pays.

## Collaborations

### Défense
Le Maroc fournit des gardes du corps au président togolais.

### Éducation
En 2016, le Togo et le Maroc signent un accord de coopération au sujet de l'enseignement supérieur et de la recherche puis en 2018, un forum universitaire se tient à Lomé.
Chaque année, le gouvernement marocain alloue une bourse à un certain nombre d'étudiants togolais. D'abord fixé à 70, ce nombre passe à 100 en 2021, puis à 150 en 2022.

### Économie
Depuis 2017, le volume de marchandises échangées entre le Togo et le Maroc continue d'augmenter, ce qui découle d'une volonté commune. Le marché marocain importe majoritairement du café et des produits agricoles (approximativement 1 % des exportations togolaises), tandis que le marché togolais importe en majorité de l'équipement électronique et des fertilisants.
À côté de cela, le Togo devient progressivement un lieu de choix pour l'investissement marocain. À partir de 2013, le Togo devient l'une des destinations des investissements direct étrangers (IDE) marocains. Le trafic est estimé à 323 millions de dirhams marocains durant l'année, devant ainsi le deuxième plus gros récepteur d'investissements marocains. Depuis le début des investissements et jusqu'en 2021, 20 milliards de francs CFA auraient été dépensés.
Les trois plus grandes banques marocaines sont présentes au Togo : Attijariwafa Bank qui possède 55 % de la BIA-Togo (Banque internationale pour l'Afrique), BMCE Bank présente depuis 2013 sous le nom Bank of Africa et la Banque populaire. Des compagnies dans d'autres domaines sont également implantées, dont RMA Watanya depuis 2014, une compagnie d'assurance, et Maroc Telecom.